# Chandur (Amravati)
Chandur è una città dell'India di 17.720 abitanti, situata nel distretto di Amravati, nello stato federato del Maharashtra. In base al numero di abitanti la città rientra nella classe IV (da 10.000 a 19.999 persone).

## Geografia fisica
La città è situata a 20° 50' 20 N e 77° 58' 56 E.

## Società

### Evoluzione demografica
Al censimento del 2001 la popolazione di Chandur assommava a 17.720 persone, delle quali 9.141 maschi e 8.579 femmine. I bambini di età inferiore o uguale ai sei anni assommavano a 2.212, dei quali 1.177 maschi e 1.035 femmine. Infine, coloro che erano in grado di saper almeno leggere e scrivere erano 13.675, dei quali 7.512 maschi e 6.163 femmine.